# Bellaing
Bellaing est une commune française située dans le département du Nord, en région Hauts-de-France.
Ses habitants s'appellent les Bellaingeois et les Bellaingeoises.

## Géographie

### Description

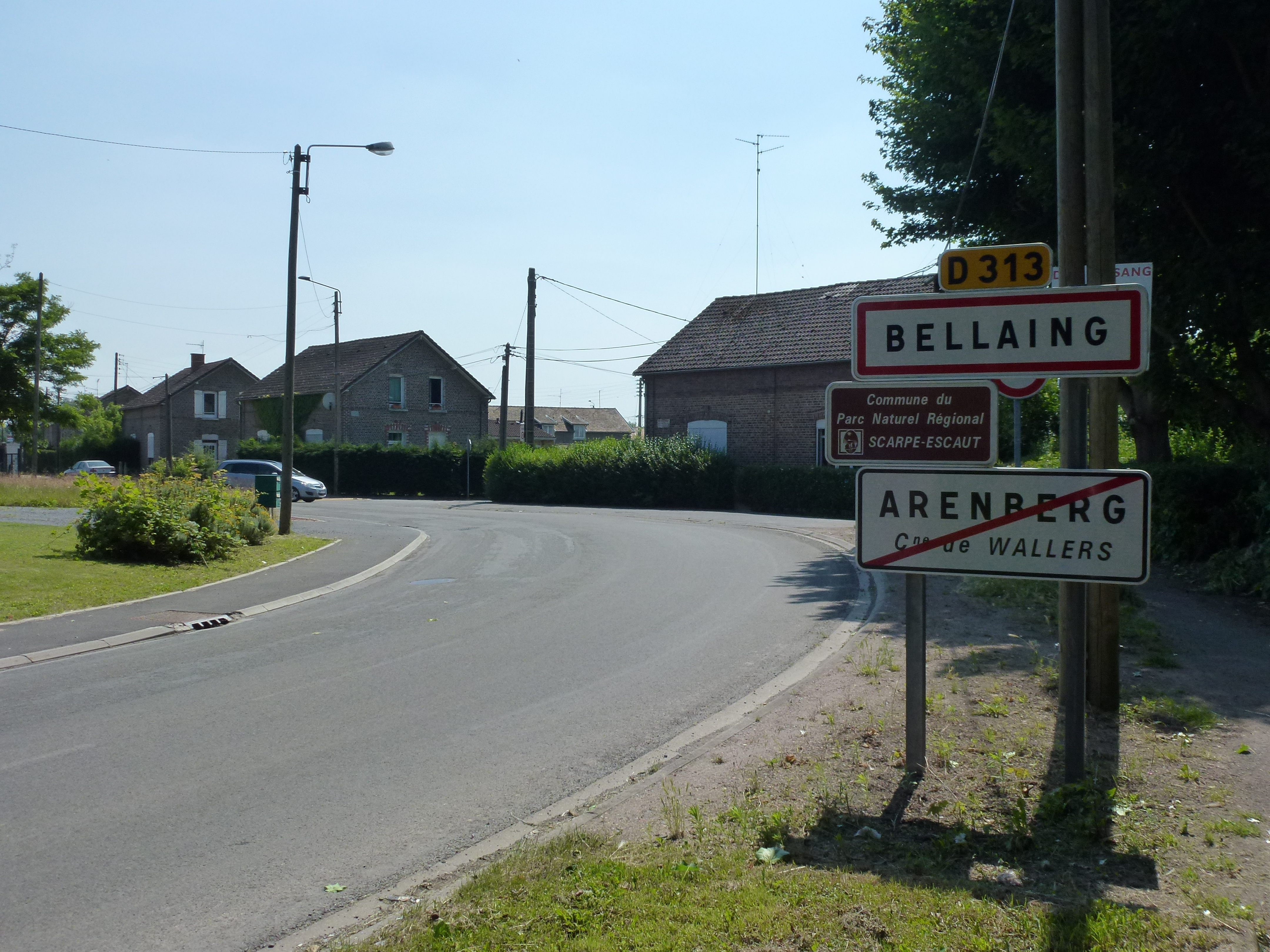
Éntrée de Bellaing.

La commune de Bellaing se trouve dans le bassin minier du Nord entre les villes de Valenciennes, Denain et Saint-Amand-les-Eaux.
Elle se trouve dans le parc naturel régional Scarpe-Escaut

### Communes limitrophes
| Wallers | Arenberg | Raismes             |
|         | Bellaing | Hérin, Petite-Forêt |
| Haveluy |          | Oisy Hérin          |

### Hydrographie

#### Réseau hydrographique
La commune est située dans le bassin Artois-Picardie. Elle est drainée par le Courant de Wallers,.

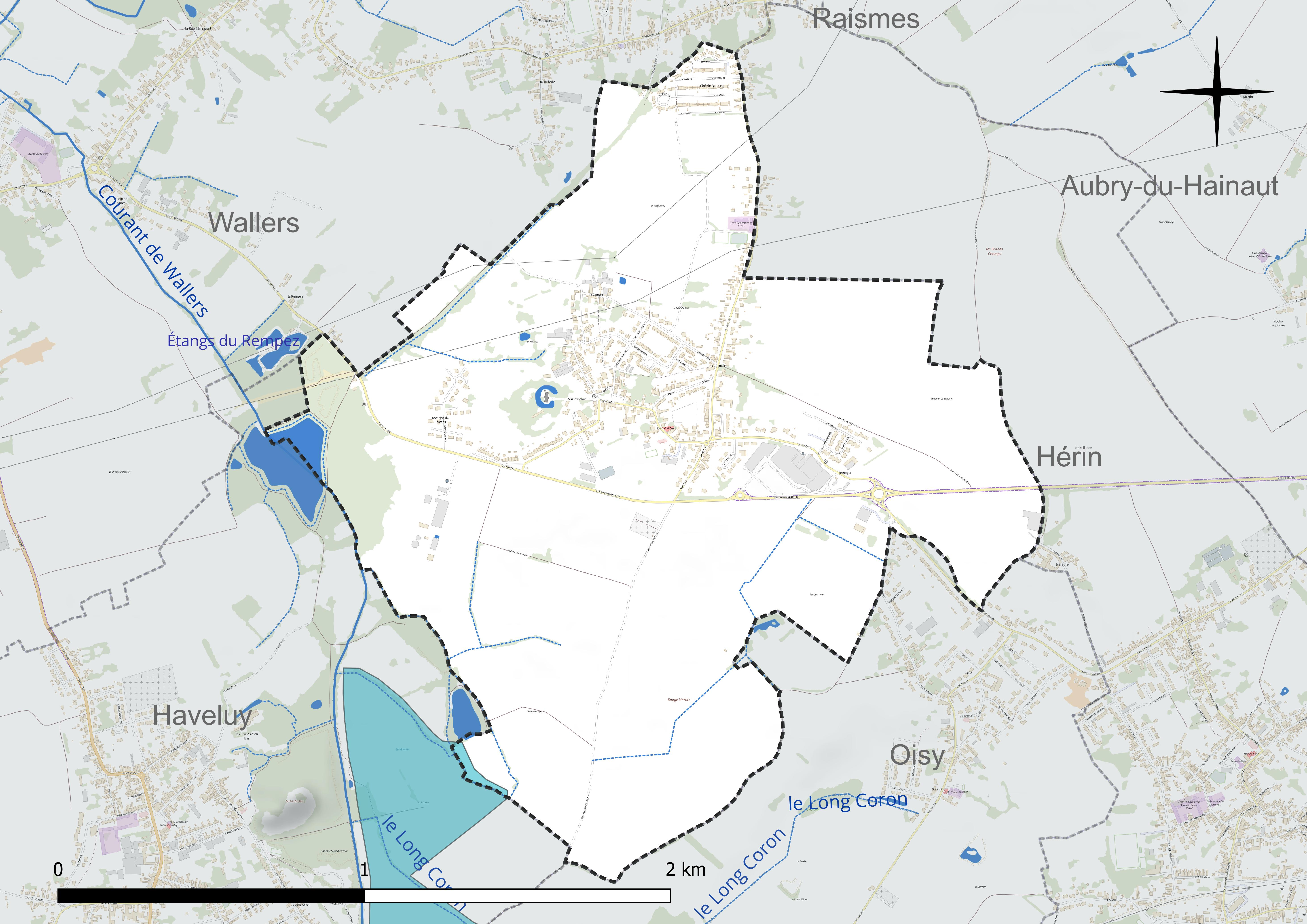
Réseau hydrographique de Bellaing.

#### Gestion et qualité des eaux
Le territoire communal est couvert par le schéma d'aménagement et de gestion des eaux (SAGE) « Scarpe aval ». Ce document de planification concerne un territoire de 624 km2 de superficie, délimité par le bassin versant de la Scarpe aval, comprenant la Pévèle, la plaine de la Scarpe et le bassin minier avec l'Ostrevent. Le périmètre a été arrêté le 18 mars 1997 et le SAGE proprement dit a été approuvé le 12 mars 2009, puis révisé le 5 juillet 2021. La structure porteuse de l'élaboration et de la mise en œuvre est le parc naturel régional Scarpe-Escaut.
La qualité des cours d'eau peut être consultée sur un site dédié géré par les agences de l'eau et l'Agence française pour la biodiversité.

### Climat
Pour des articles plus généraux, voir Climat des Hauts-de-France et Climat du Nord.
En 2010, le climat de la commune est de type climat océanique dégradé des plaines du Centre et du Nord, selon une étude du CNRS s'appuyant sur une série de données couvrant la période 1971-2000. En 2020, Météo-France publie une typologie des climats de la France métropolitaine dans laquelle la commune est dans une zone de transition entre le climat océanique et le climat océanique altéré et est dans la région climatique Nord-est du bassin Parisien, caractérisée par un ensoleillement médiocre, une pluviométrie moyenne régulièrement répartie au cours de l'année et un hiver froid (3 °C).
Pour la période 1971-2000, la température annuelle moyenne est de 10,5 °C, avec une amplitude thermique annuelle de 14,8 °C. Le cumul annuel moyen de précipitations est de 723 mm, avec 11,4 jours de précipitations en janvier et 9,5 jours en juillet. Pour la période 1991-2020, la température moyenne annuelle observée sur la station météorologique la plus proche, située sur la commune de Valenciennes à 7 km à vol d'oiseau, est de 11,0 °C et le cumul annuel moyen de précipitations est de 694,1 mm,. Pour l'avenir, les paramètres climatiques de la commune estimés pour 2050 selon différents scénarios d'émission de gaz à effet de serre sont consultables sur un site dédié publié par Météo-France en novembre 2022.

## Urbanisme

### Typologie
Au 1er janvier 2024, Bellaing est catégorisée ceinture urbaine, selon la nouvelle grille communale de densité à sept niveaux définie par l'Insee en 2022.
Elle appartient à l'unité urbaine de Valenciennes (partie française), une agglomération internationale regroupant 56  communes, dont elle est une commune de la banlieue,,. Par ailleurs la commune fait partie de l'aire d'attraction de Valenciennes (partie française), dont elle est une commune de la couronne,. Cette aire, qui regroupe 102 communes, est catégorisée dans les aires de 200 000 à moins de 700 000 habitants,.

### Occupation des sols
L'occupation des sols de la commune, telle qu'elle ressort de la base de données européenne d'occupation biophysique des sols Corine Land Cover (CLC), est marquée par l'importance des territoires agricoles (80,9 % en 2018), en diminution par rapport à 1990 (83,9 %). La répartition détaillée en 2018 est la suivante : 
terres arables (47,5 %), prairies (33,4 %), zones urbanisées (19,1 %). L'évolution de l'occupation des sols de la commune et de ses infrastructures peut être observée sur les différentes représentations cartographiques du territoire : la carte de Cassini (XVIIIe siècle), la carte d'état-major (1820-1866) et les cartes ou photos aériennes de l'IGN pour la période actuelle (1950 à aujourd'hui).

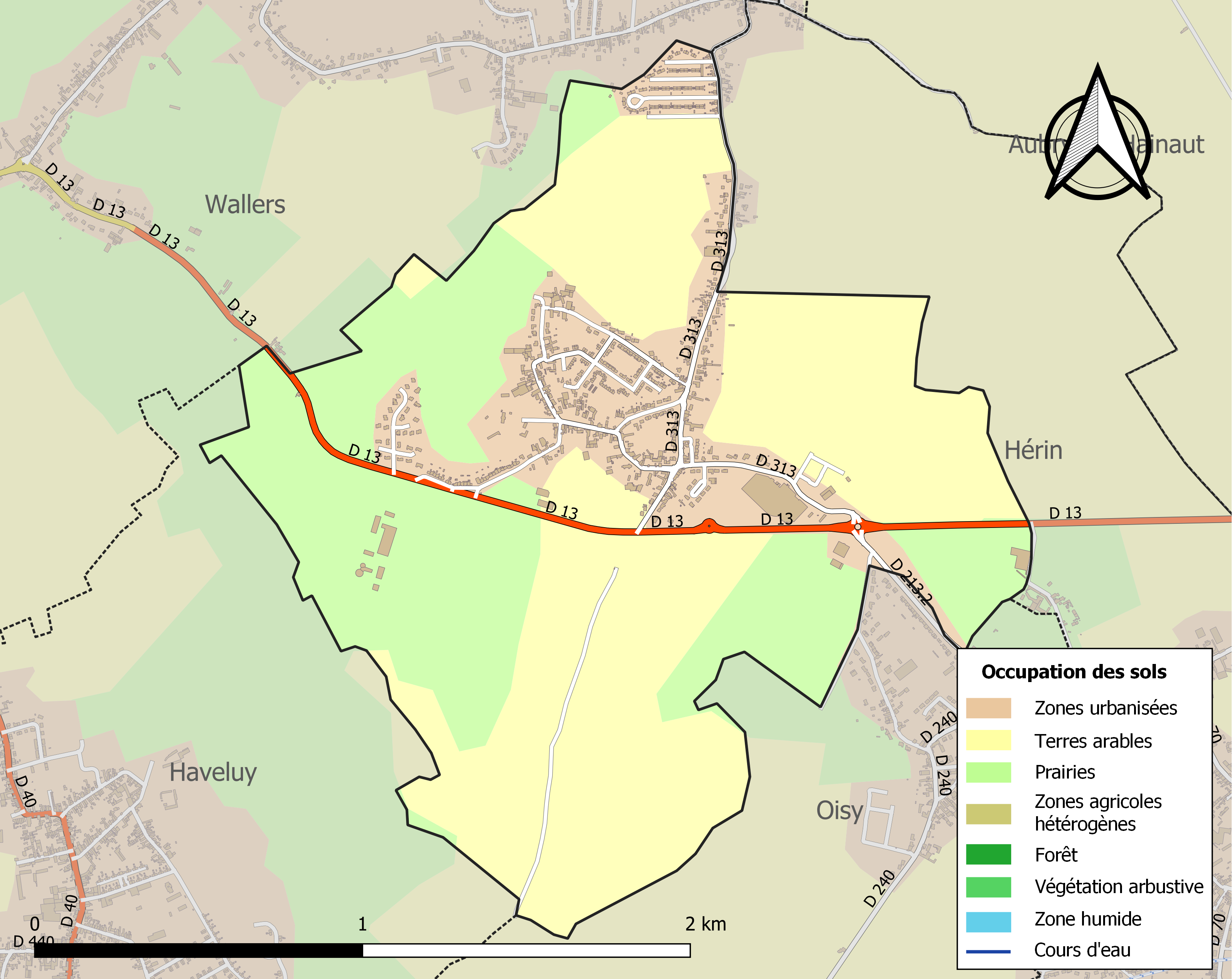
Carte des infrastructures et de l'occupation des sols de la commune en 2018 (CLC).

### Habitat et logement
En 2019, le nombre total de logements dans la commune était de 579, alors qu'il était de 533 en 2009 et 2014.
Parmi ces logements, 95,3 % étaient des résidences principales, 0,3 % des résidences secondaires et 4,3 % des logements vacants. Ces logements étaient pour 97,6 % d'entre eux des maisons individuelles et pour 2,1 % des appartements.
Le tableau ci-dessous présente la typologie des logements à Bellaing en 2019 en comparaison avec celle du Nord et de la France entière. Une caractéristique marquante du parc de logements est ainsi une proportion de résidences secondaires et logements occasionnels (0,3 %) inférieure à celle du département (1,6 %) mais supérieure à celle de la France entière (9,7 %). Concernant le statut d'occupation de ces logements, 66,7 % des habitants de la commune sont propriétaires de leur logement (67,1 % en 2014), contre 54,7 % pour le Nord et 57,5 pour la France entière.
| Typologie                                               | Bellaing | Nord | France entière |
| ------------------------------------------------------- | -------- | ---- | -------------- |
| Résidences principales (en %)                           | 95,3     | 90,6 | 82,1           |
| Résidences secondaires et logements occasionnels (en %) | 0,3      | 1,6  | 9,7            |
| Logements vacants (en %)                                | 4,3      | 7,8  | 8,2            |

#### Cité de Bellaing

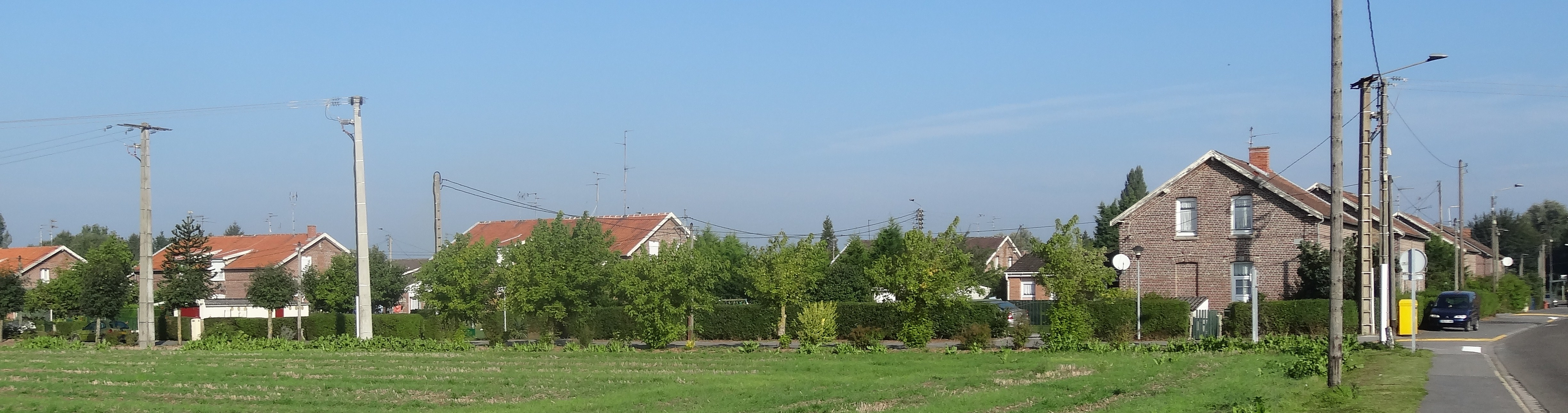
La cité de Bellaing en septembre 2013.

La cité de Bellaing, ancien habitat minier rénové, fait partie des cités de la fosse Arenberg des mines d'Anzin.

### Voies de communication et transport

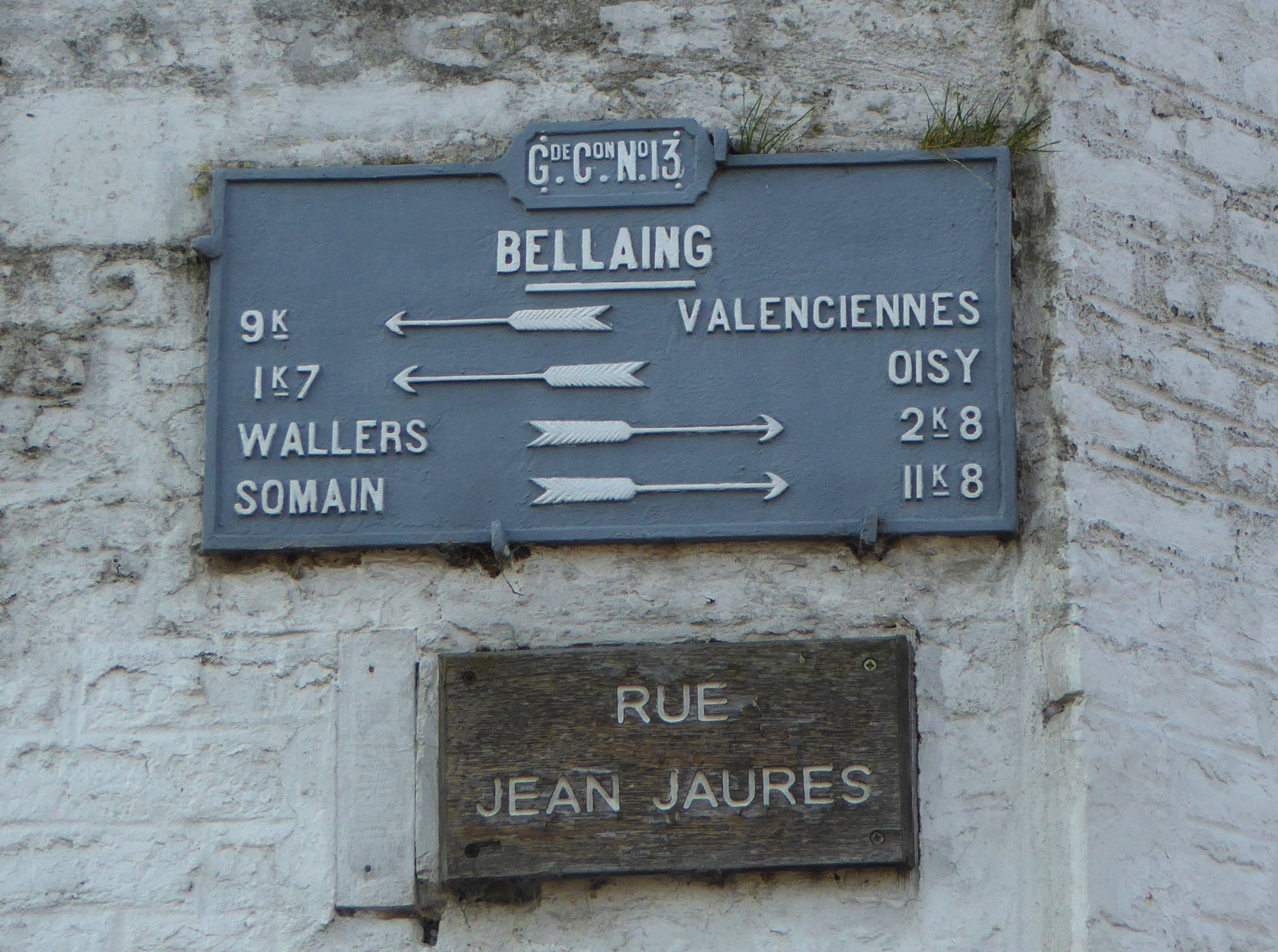
Bellaing plaque de cocher

Comme toutes les communes de l'arrondissement de Valenciennes, Bellaing est desservie par les bus du réseau Transvilles. La ligne 110, reliant Wallers "Hertain" et Valenciennes "Sainte-Catherine", traverse Bellaing par six arrêts.

## Politique et administration

### Rattachements administratifs et électoraux

#### Rattachements administratifs
La commune se trouve depuis  1824 dans l'arrondissement de Valenciennes du département du Nord.
Elle faisait partie depuis 1801 du canton de Valenciennes-Nord. Dans le cadre du redécoupage cantonal de 2014 en France, cette circonscription administrative territoriale a disparu, et le canton n'est plus qu'une circonscription électorale.

#### Rattachements électoraux
Pour les élections départementales, la commune fait partie depuis 2014 du canton d'Aulnoy-lez-Valenciennes
Pour l'élection des députés, elle fait partie de la vingt et unième circonscription du Nord.

### Intercommunalité
Bellaing est membre de la communauté d'agglomération de la Porte du Hainaut, un établissement public de coopération intercommunale (EPCI) à fiscalité propre créé  initialement en 2001 et auquel la commune a transféré un certain nombre de ses compétences, dans les conditions déterminées par le code général des collectivités territoriales.

### Liste des maires
| Période                                  | Période                       | Identité                                 | Étiquette | Qualité                                                   |
| ---------------------------------------- | ----------------------------- | ---------------------------------------- | --------- | --------------------------------------------------------- |
| Les données manquantes sont à compléter. |                               |                                          |           |                                                           |
| Avant 1802-1803.                         |                               | M. Lompret                               |           |                                                           |
| Après 1807.                              |                               | M. Moreau                                |           |                                                           |
| Les données manquantes sont à compléter. |                               |                                          |           |                                                           |
| 1870                                     | 1882                          | Antoine-Louis Horin                      |           |                                                           |
| 1882                                     | 1883                          | Henri Joly                               |           |                                                           |
| 1884                                     | 1896                          | Emmanuel Joly (années 1830 - 6 mai 1896) |           | Mort en fonction                                          |
| 1896                                     |                               | Paul Laude                               |           |                                                           |
| Les données manquantes sont à compléter. |                               |                                          |           |                                                           |
| 1996                                     | En cours (au 2 décembre 2020) | Michel Blaise (né le 7 décembre 1951)    |           | Professeur d'EPS retraité Réélu pour le mandat 2020-2026, |

## Équipements et services publics

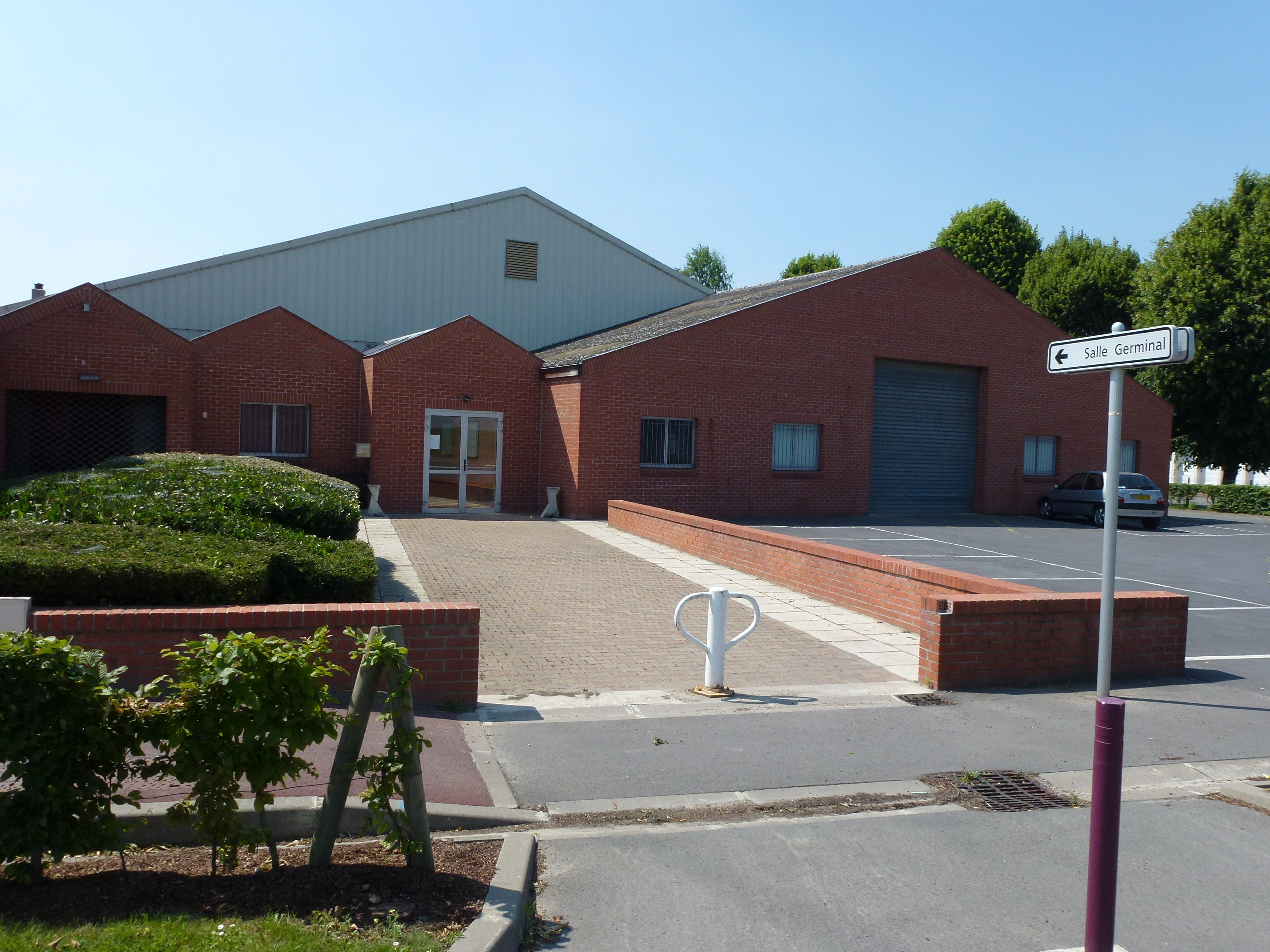
La salle germinal, complexe sportif.

### Enseignement
Bellaing fait partie de l'académie de Lille.

### Justice, sécurité, secours et défense
La commune relève du tribunal d'instance de Valenciennes, du tribunal de grande instance de Valenciennes, de la cour d'appel de Douai, du tribunal pour enfants de Valenciennes, du conseil de prud'hommes de Valenciennes, du tribunal de commerce de Valenciennes, du tribunal administratif de Lille et de la cour administrative d'appel de Douai.

## Population et société

### Démographie

#### Évolution démographique
L'évolution du nombre d'habitants est connue à travers les recensements de la population effectués dans la commune depuis 1800. Pour les communes de moins de 10 000 habitants, une enquête de recensement portant sur toute la population est réalisée tous les cinq ans, les populations de référence des années intermédiaires étant quant à elles estimées par interpolation ou extrapolation. Pour la commune, le premier recensement exhaustif entrant dans le cadre du nouveau dispositif a été réalisé en 2008.

En 2022, la commune comptait 1 315 habitants, en évolution de +7,35 % par rapport à 2016 (Nord : +0,51 %, France hors Mayotte : +2,11 %).
| 1800 | 1806 | 1821 | 1831 | 1836 | 1841 | 1846 | 1851 | 1856 |
| ---- | ---- | ---- | ---- | ---- | ---- | ---- | ---- | ---- |
| 182  | 287  | 338  | 360  | 395  | 381  | 384  | 426  | 378  |

| 1861 | 1866 | 1872 | 1876 | 1881 | 1886 | 1891 | 1896 | 1901 |
| ---- | ---- | ---- | ---- | ---- | ---- | ---- | ---- | ---- |
| 394  | 374  | 352  | 362  | 368  | 422  | 405  | 403  | 420  |

| 1906 | 1911 | 1921 | 1926 | 1931 | 1936 | 1946 | 1954 | 1962 |
| ---- | ---- | ---- | ---- | ---- | ---- | ---- | ---- | ---- |
| 405  | 431  | 414  | 719  | 747  | 724  | 677  | 812  | 941  |

| 1968  | 1975  | 1982  | 1990  | 1999  | 2006  | 2008  | 2013  | 2018  |
| ----- | ----- | ----- | ----- | ----- | ----- | ----- | ----- | ----- |
| 1 225 | 1 298 | 1 555 | 1 335 | 1 305 | 1 240 | 1 222 | 1 168 | 1 252 |

| 2022  | - | - | - | - | - | - | - | - |
| ----- | - | - | - | - | - | - | - | - |
| 1 315 | - | - | - | - | - | - | - | - |

#### Pyramide des âges
En 2018, le taux de personnes d'un âge inférieur à 30 ans s'élève à 30,4 %, soit en dessous de la moyenne départementale (39,5 %). À l'inverse, le taux de personnes d'âge supérieur à 60 ans est de 30,5 % la même année, alors qu'il est de 22,5 % au niveau départemental.
En 2018, la commune comptait 602 hommes pour 650 femmes, soit un taux de 51,92 % de femmes, légèrement supérieur au taux départemental (51,77 %).
Les pyramides des âges de la commune et du département s'établissent comme suit.
| Hommes | Classe d’âge | Femmes |
| ------ | ------------ | ------ |
| 0,3    | 90 ou +      | 1,5    |
| 8,6    | 75-89 ans    | 11,2   |
| 17,3   | 60-74 ans    | 21,7   |
| 20,1   | 45-59 ans    | 20,8   |
| 20,3   | 30-44 ans    | 17,2   |
| 12,6   | 15-29 ans    | 11,4   |
| 20,8   | 0-14 ans     | 16,2   |

| Hommes | Classe d’âge | Femmes |
| ------ | ------------ | ------ |
| 0,5    | 90 ou +      | 1,4    |
| 5,3    | 75-89 ans    | 8,1    |
| 14,8   | 60-74 ans    | 16,2   |
| 19,1   | 45-59 ans    | 18,4   |
| 19,5   | 30-44 ans    | 18,7   |
| 20,7   | 15-29 ans    | 19,1   |
| 20,2   | 0-14 ans     | 18     |

### Manifestations culturelles et festivités
- Fête médiévale le 2e week-end de septembre. (Événement arrêter en 2013 après 14 éditions)[26]
- Exposition de véhicules anciens et marché du terroir en juin
- Les Escapades de Bellaing, Un rendez-vous « récré'actif ». Un éco-événement convivial et festif. Prochaine édition le 8 septembre 2019

### Sports et loisirs
Le club phare de la ville est le Volley Club Bellaing Porte du Hainaut. Il joue ses matchs à domicile à la Salle Germinal et joue en Nationale 2 masculine. La ville dispose aussi d'un club de tennis, de pétanque et de yoga.
Le groupe scout de Bonne-Espérance de Bellaing fait partie de l'association des Scouts et Guides de France et existe depuis maintenant 40 ans, il regroupe près de 90 jeunes et l'un des fondateurs principaux est Francis Gosse. L'association est connue sous le nom de « Groupe de Bonne Espérance » et fait partie du territoire Hainaut, Artois, Cambraisis.
L'objectif de ce groupe est de permettre aux jeunes de découvrir le monde et la vie en équipe, dans des aventures qui les rendent persévérants, débrouillards, sportifs, respectueux de la nature et citoyens du monde[réf. nécessaire]

### Média
La ville est médiatisée par l'édition de Valenciennes-Denain de La Voix du Nord et par l'Observateur du Valenciennois.

## Culture et patrimoine

### Lieux et monuments
- L'église Saint-Denis.
- Château de Bellaing (1859) et la Tour de l'ancien Château, dite Tour d'Aumale.
- Chapelle Saint-Roch.

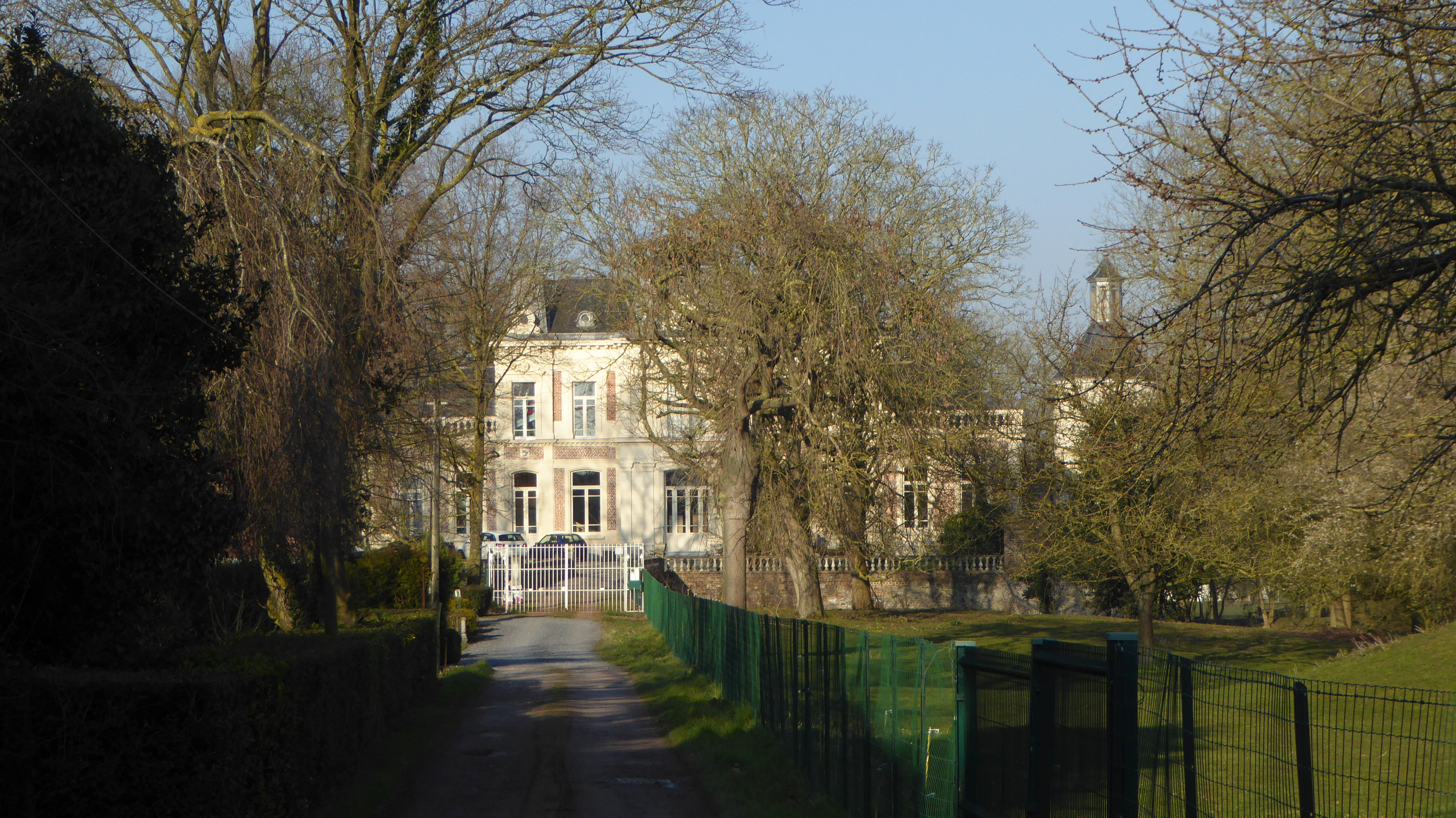
Bellaing, le château.
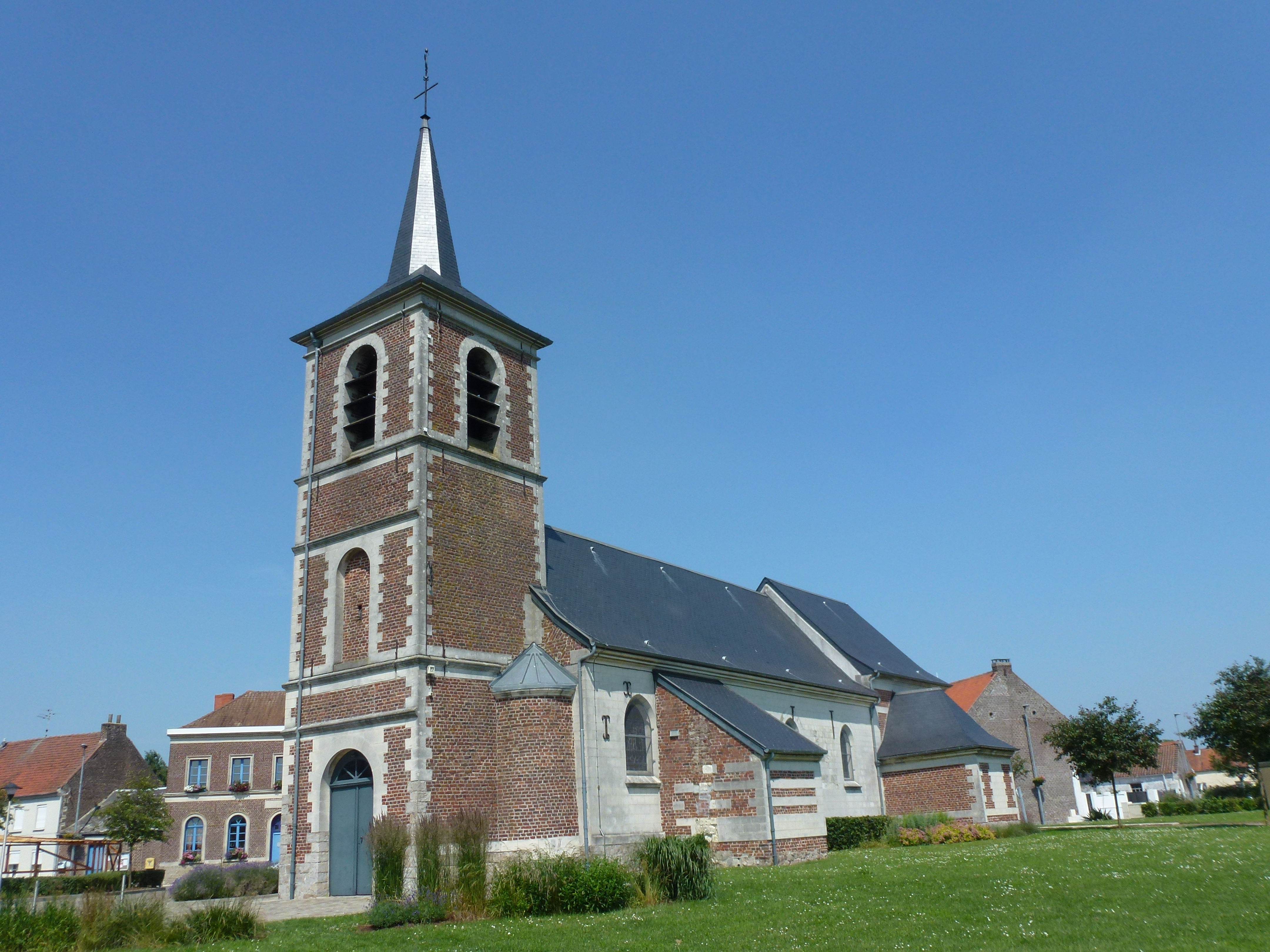
L'église Saint-Denis.
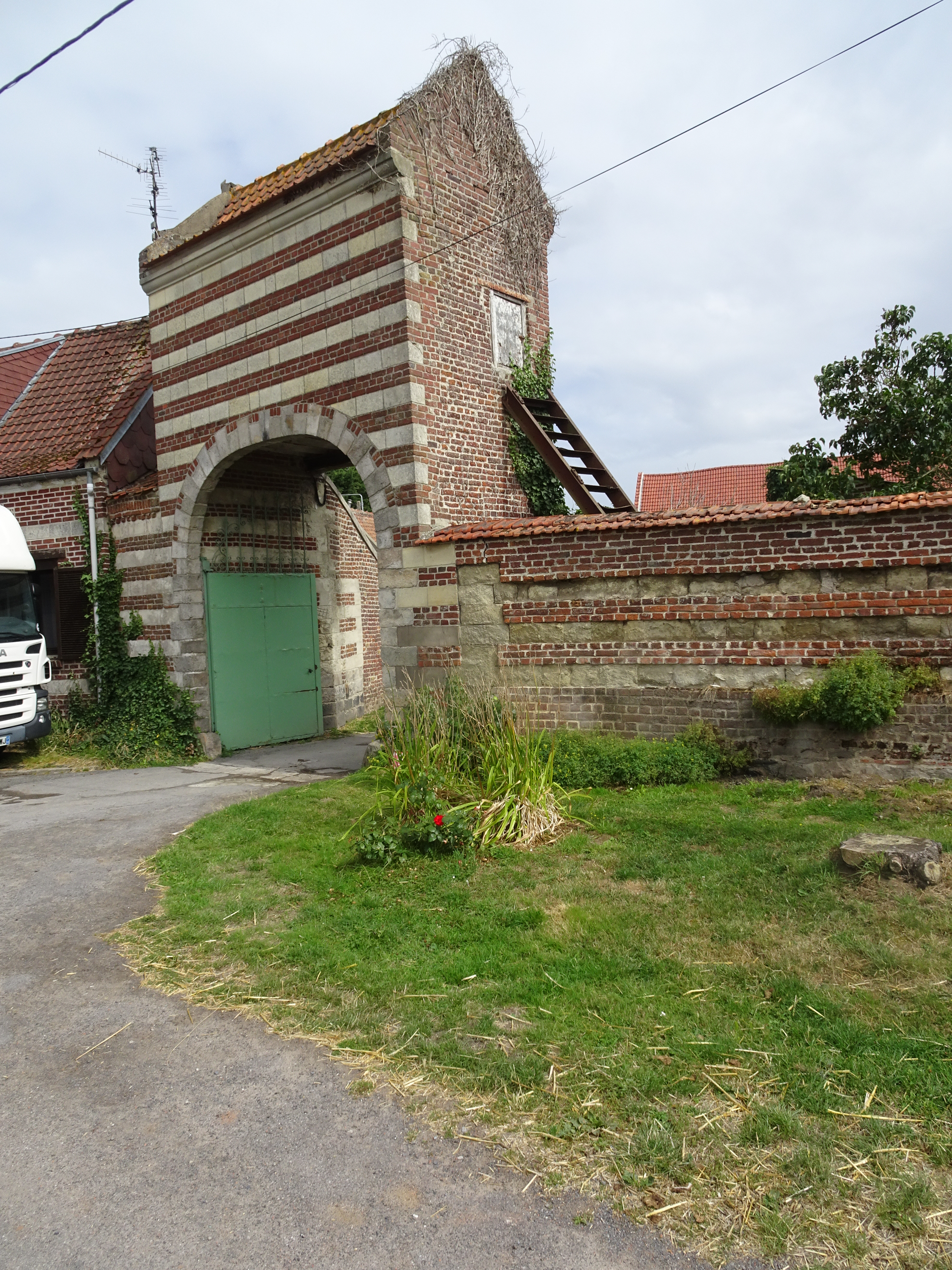
Entrée de ferme, Rue du Moulin Bellaing
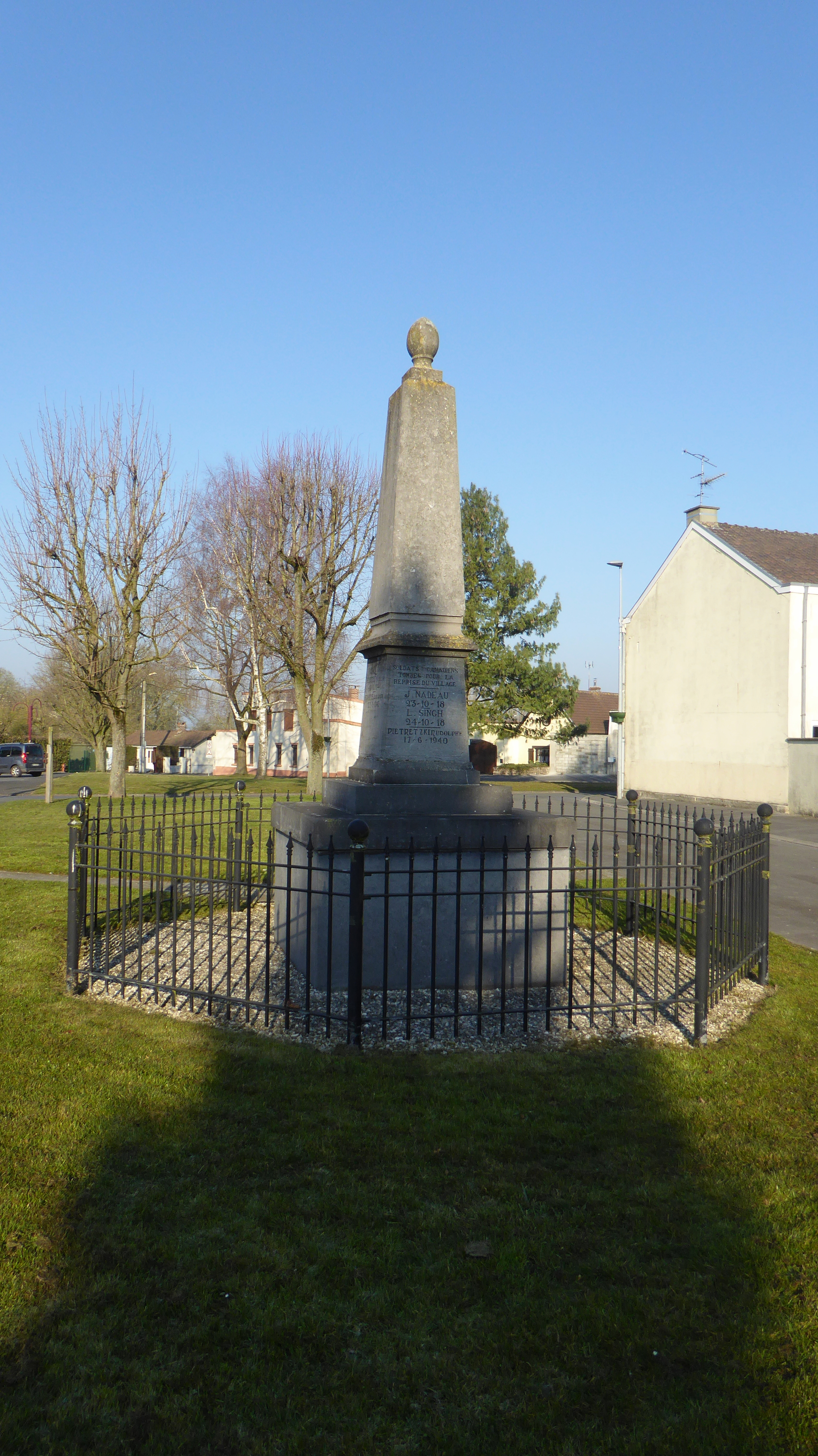
Monument aux morts.
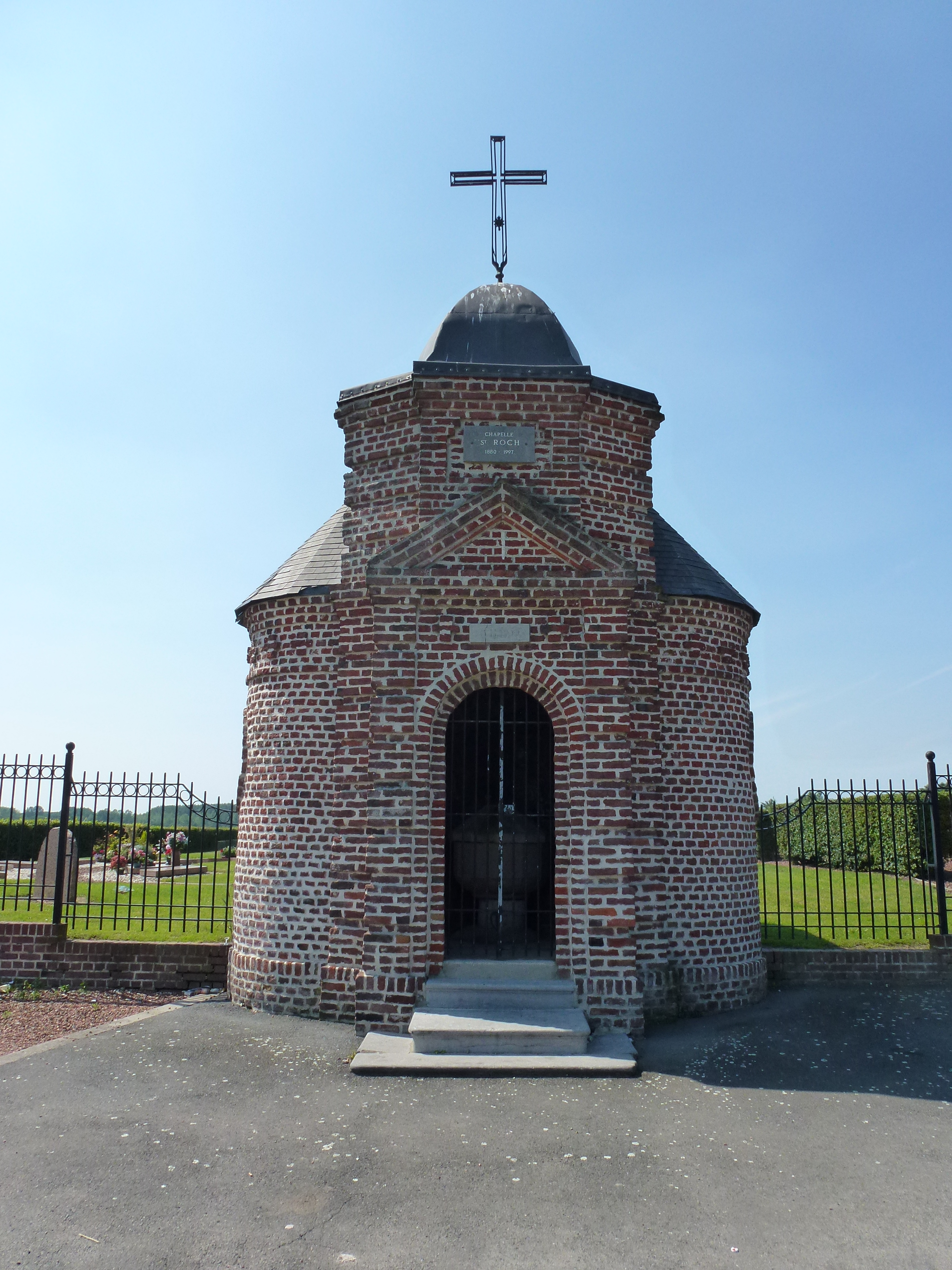
Chapelle Saint-Roch.

### Personnalités liées à la commune
- Annabelle Hettmann, actrice française de théâtre et de cinéma, y a vécu dans son enfance.
- Pierre Gévart (1952- ), également connu sous le pseudonyme Hugo van Gaert, écrivain et haut fonctionnaire français, y a sa résidence.

### Héraldique
| Blason de Bellaing | Blason  | Écartelé aux 1 et 4, d'argent à la fasce de sable et aux 2 et 3, d'or à la croix ancrée de sable. |
| Blason de Bellaing | Détails | Le statut officiel du blason reste à déterminer.                                                  |

## Pour approfondir